# Arhopala temerion
Arhopala temerion är en fjärilsart som beskrevs av Hans Fruhstorfer. Arhopala temerion ingår i släktet Arhopala och familjen juvelvingar. Inga underarter finns listade i Catalogue of Life.